# Carl Adolf Elias
Jhr. Mr. Dr. Carl Adolf Elias (Amsterdam, 27 december 1869 – Apeldoorn, 21 januari 1955) was een Nederlands advocaat en liberaal burgemeester van Monster, Harderwijk en Zaandam. Elias was medeoprichter van de Vereniging van Nederlandse Gemeenten (VNG) in 1912.

## Biografie
Elias studeerde rechten aan de Rijksuniversiteit Leiden en de Universiteit van Amsterdam waar hij in 1891 promoveerde bij Jacob Pieter Moltzer op een proefschrift met de titel Het leerlingcontract. Hierna werkte hij onder andere als advocaat in Amsterdam.
In 1896 werd Elias benoemd tot burgemeester van Monster. Al na een jaar werd hij naar Harderwijk overgeplaatst.

### Problemen in Zaandam
Van 1902 tot 1914 was Elias burgemeester van Zaandam. Hij deed deze functie naast zijn werk als advocaat, een constructie die niet bij alle gemeenteraadsfracties goed viel.

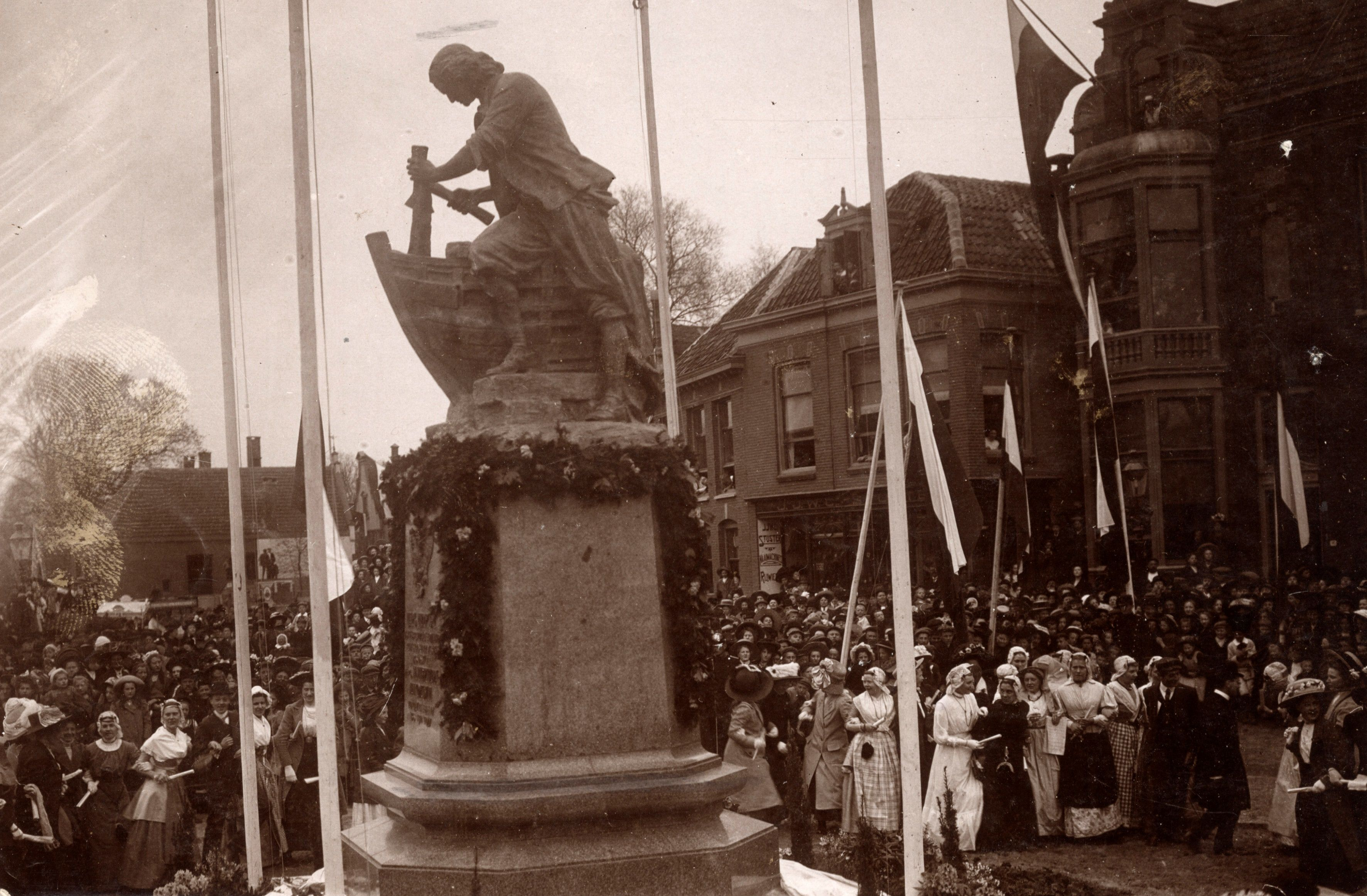
De onthulling van het monument in Zaandam (1911)

In 1911 ontstond er controverse naar aanleiding van het monument voor tsaar Peter de Grote: dit beeld was geschonken door tsaar Nicolaas en een maand na de onthulling van het monument reisden Elias en zijn 17-jarige zoon samen met een wethouder naar Rusland om de tsaar te bedanken. Elias had er voor gezorgd dat zijn zoon - die door hem was benoemd tot persoonlijk secretaris - een paspoort kreeg waarin zijn geboortedatum was aangepast, zodat hij 21 jaar oud leek. Deze valsheid in geschrifte werd door de SDAP-fractie onder leiding van Jan Duys aangekaart en leidde in september 1911 tot een veroordeling van Elias tot een maand hechtenis. In hoger beroep werd dit vonnis tot één dag teruggebracht en bij de Hoge Raad werd Elias uiteindelijk van alle rechtsvervolging ontslagen.
Vanwege de voorgaande problemen weigerde de SDAP in 1912 om in te stemmen met een voorgestelde salarisverhoging voor Elias. Uiteindelijk werd het voorstel door bijna de gehele gemeenteraad verworpen.
Elias nam per 1 januari 1914 ontslag om zich volledig te kunnen richten op zijn werk als advocaat en richtte het Bureau voor Administratief Recht op. Na een verhuizing naar Amsterdam kwam Elias met zijn bureau in 1937 in Apeldoorn terecht.

### Houtbond
Naast het werk als burgemeester en advocaat was Elias sinds 1908 betrokken bij de Nederlandse Houtbond, als secretaris, directeur en uiteindelijk als juridisch economisch adviseur. Tijdens de Eerste Wereldoorlog hield hij zich bezig met de invoer van hout uit Duitsland en Oostenrijk. In 1936 nam Elias ontslag.

### Overlijden
Elias zou in 1955 in Apeldoorn komen te overlijden.

## Persoonlijk
Elias was getrouwd met Alida Arendina Jeannette Schuyt van Castricum (1870–1961), een dochter van Henri Corneille Schuijt van Castricum. Het echtpaar kreeg zes kinderen:
- Jan Maurits (1893)
- Carl Adolf Henry Corneille (1895)
- Ada Arendina Jeannette (1897)
- Aleid Pieter Albert (1900)
- Quinta (1902)
- Agnitus Sixtus (1907)

Hij is benoemd tot officier in de Orde van Oranje-Nassau en commandeur in de Orde van Sint-Stanislaus.